# Lubomia
Lubomia (deutsch Lubom) ist ein Dorf in der Woiwodschaft Schlesien. Es gehört zum Powiat Wodzisławski  und ist Sitz der Landgemeinde Gmina Lubomia.

## Sehenswürdigkeiten
- Die katholische Kirche St. Maria Magdalena (Kośiół par. Marii Magdaleny) ist eine neoromanische Saalkirche mit neogotischen Elementen. Sie wurde 1885–87 erbaut. Die Ausstattung ist aus der Bauzeit.[1]

- Die Schrotholzkapelle St. Johannes Nepomuk wurde um 1700 errichtet. Die Figur des heiligen Johannes Nepomuk stammt aus der Mitte des 19. Jahrhunderts.[2]
- Die früher befestigte Siedlung der Golensizen liegt östlich des Ortes im Wald umgeben von Sümpfen und Schluchten. Ende des 7. Jahrhunderts war es eine offene Siedlung, danach Ende des 8. Jahrhunderts mit einem Doppelring aus Wällen, zwei Gräben und Vorwällen umgeben.[3]

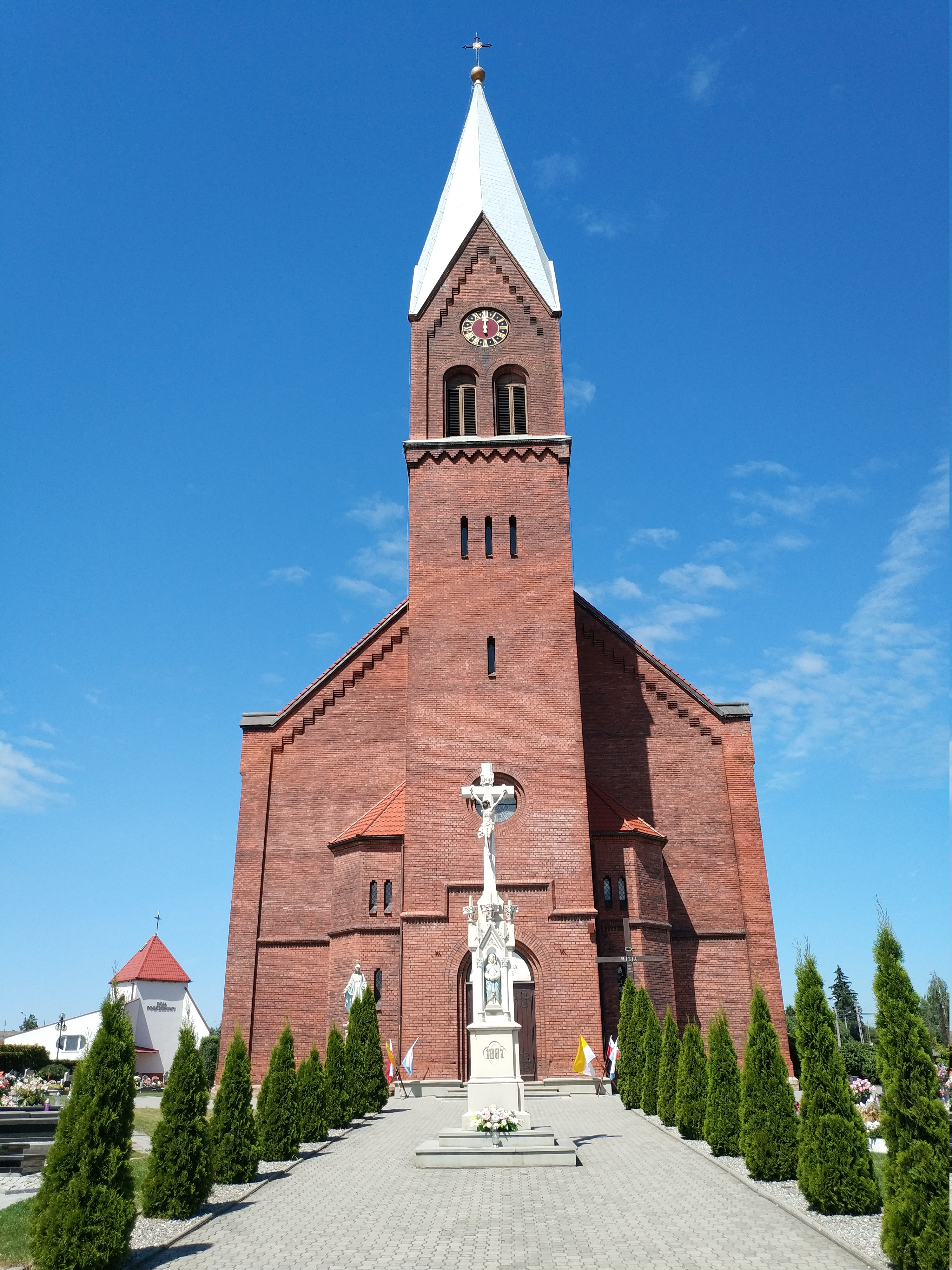
St. Maria Magdalena
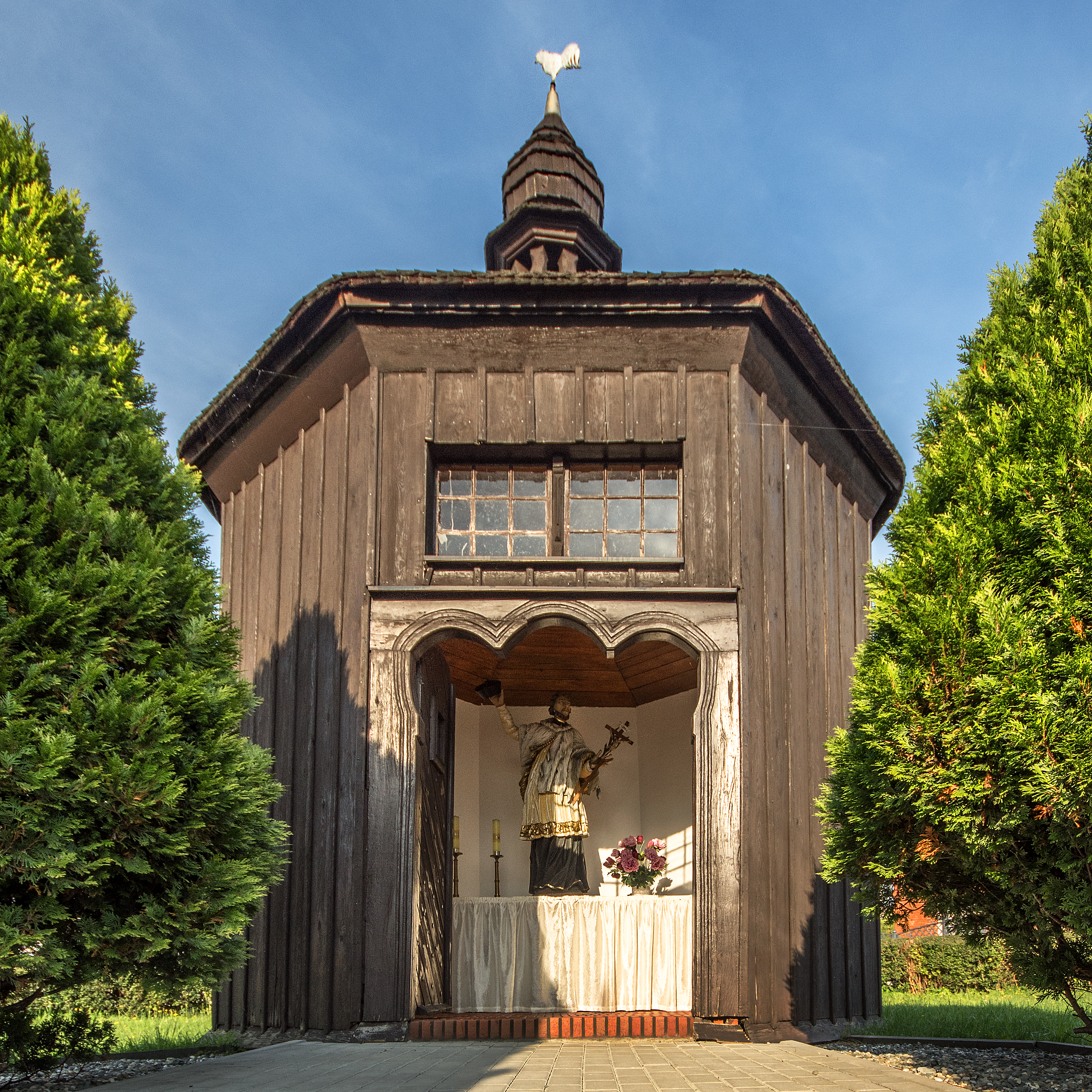
St. Johannes Nepomuk
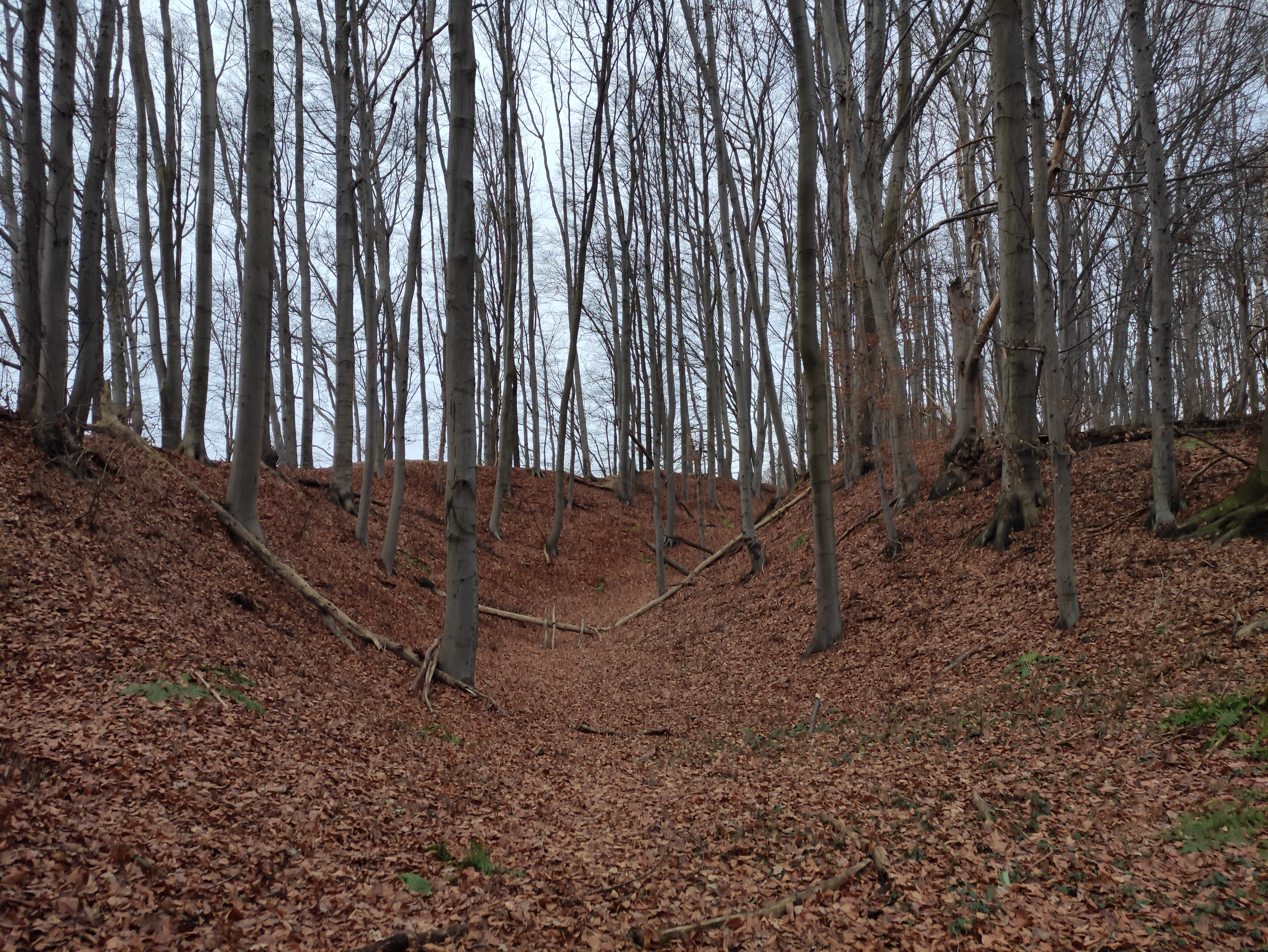
Frühere Siedlung der Golensizen